# Інтерлейкін
Інтерлейкіни (ІЛ) — це група цитокінів, які експресуються та виділяються лейкоцитами, а також деякими іншими клітинами організму. Геном людини кодує більше 50 інтерлейкінів і споріднених ним білків.
Від інтерлейкінів в першу чергу залежить функція імунної системи. Були описані рідкісні дефіцити деяких інтерлейкінів, усі вони характеризуються аутоімунними захворюваннями або імунною недостатністю. Більшість інтерлейкінів синтезується Т-хелперами, а також моноцитами, макрофагами та ендотеліальними клітинами. Вони сприяють розвитку і диференціюванню Т- і В-лімфоцитів, а також кровотворних клітин.
Також відомо, що рецептори інтерлейкіну на астроцитах у гіпокампі беруть участь у розвитку просторової пам'яті у мишей.

## Історія та назва
Назва «інтерлейкін» була впроваджена в 1979 році, на заміну багітьох іншиї назв, які різні дослідницькі групи використовували для позначення родини білків інтерлейкіну 1: фактор активації лімфоцитів, мітогенний білок, фактор заміщення Т-клітин III, фактор активації В-клітин, фактор диференціювання В-клітин і «Гайдикін» та інтерлейкіну 2 (TSF тощо). Це рішення було прийнято під час другого міжнародного семінару з лімфокінів у Швейцарії (27–31 травня 1979 р. в Ерматінгені).
Термін «інтерлейкін» походить від (inter-) «засіб зв'язку» та (-leukin) «виробляються лейкоцитами та діють на лейкоцити». З тих пір було встановлено, що інтерлейкіни виробляються різними клітинами організму. Термін був введений доктором Верном Петкау з Університету Вікторії.
Деякі інтерлейкіни класифікуються як лімфокіни, цитокіни, що виробляються лімфоцитами, які опосередковують імунну відповідь.

## Поширені сім'ї інтерлейкінів

### Інтерлейкін 1
Інтерлейкін 1 альфа та інтерлейкін 1 бета є цитокінами, які беруть участь у регуляції імунних відповідей, запальних реакцій та кровотворення. З клітинних ліній миші та людини були клоновані два типи рецепторів IL-1, кожен з яких має три позаклітинні домени, подібні до імуноглобуліну (Ig), обмежену подібність послідовності (28 %) і різні фармакологічні характеристики. Вони були названі рецепторами типу I та типу II.
Інтерлейкін 1 також відіграє певну роль у центральній нервовій системі. Дослідження показують, що миші з делецією рецептора IL-1 типу I демонструють помітне погіршення залежної від гіпокампу функції пам'яті та довготривалого посилення, хоча спогади, які не залежать від цілісності гіпокампу, здається, збережені.

### Інтерлейкін 2
Т-лімфоцити регулюють ріст і диференціювання Т-клітин і деяких В-клітин шляхом вивільнення секретованих білкових факторів. Ці фактори, які включають інтерлейкін 2 (IL2), секретуються лектин- або антиген-стимульованими Т-клітинами та мають різні фізіологічні ефекти. IL2 є лімфокіном, який індукує проліферацію чутливих Т-клітин. Крім того, він діє на деякі B-клітини через рецептор-специфічне зв'язування як фактор росту та стимулятор виробництва антитіл.

### Інтерлейкін 3
Інтерлейкін 3 (IL3) є цитокіном, який регулює кровотворення, контролюючи виробництво, диференціацію та функцію гранулоцитів і макрофагів. Цей білок, який існує in vivo як мономер, виробляється в активованих Т-клітинах і тучних клітинах і активується шляхом розщеплення N-кінцевої сигнальної послідовності.

### Інтерлейкін 4
Інтерлейкін 4 (IL4) виробляється CD4+ Т-клітинами, що спеціалізуються на допомозі В-клітинам проліферувати та піддаватися рекомбінації перемикання класів і соматичній гіпермутації. Через продукцію IL-4 клітини Th2 відіграють важливу функцію у відповідях В-клітин, які включають рекомбінацію класу перемикання на ізотипи IgG1 та IgE.

### Інтерлейкін 5
Інтерлейкін 5 (IL5), також відомий як фактор диференціювання еозинофілів (EDF), є специфічним для лінії цитокіном для еозинофілопоезу. Він регулює ріст і активацію еозинофілів і, таким чином, відіграє важливу роль у захворюваннях, пов'язаних із підвищенням рівня еозинофілів, включаючи астму.

### Інтерлейкін 6
Інтерлейкін 6 (IL6), також відомий як В-клітинний стимулюючий фактор-2 (BSF-2) та інтерферон бета-2, є цитокіном, який бере участь у багатьох біологічних функціях. Він відіграє важливу роль у остаточній диференціації В-клітин у клітини, що секретують імуноглобулін, а також індукує ріст мієломи/плазмоцитоми, диференціювання нервових клітин і, у гепатоцитах, реагентів гострої фази.
Низка інших цитокінів можна згрупувати як IL6 на основі подібності послідовності. До них відносяться гранулоцитарний колонієстимулюючий фактор (GCSF) і мієломоноцитарний фактор росту (MGF). GCSF діє на кровотворення, впливаючи на виробництво, диференціацію та функцію двох споріднених груп лейкоцитів у крові. MGF також діє на гемопоез, стимулюючи проліферацію та утворення колоній нормальних і трансформованих пташиних клітин мієлоїдної лінії.

### Інтерлейкін 7
Інтерлейкін 7 (IL-7) є цитокіном, який служить фактором росту для ранніх лімфоїдних клітин як В-, так і Т-клітинної лінії.

### Інтерлейкін 8
Інтерлейкін 8 — це хемокін, що виробляється макрофагами та іншими типами клітин, такими як епітеліальні клітини, гладком'язові клітини дихальних шляхів і ендотеліальні клітини. Ендотеліальні клітини зберігають IL-8 у своїх накопичувальних везикулах, тільцях Вейбеля-Паладе. У людини білок інтерлейкін-8 кодується геном CXCL8.

### Інтерлейкін 9
Інтерлейкін 9 (IL-9) є цитокіном, який підтримує незалежний від IL-2 та IL-4 ріст хелперних Т-клітин. Ранні дослідження показали, що інтерлейкін 9 і 7, схоже, пов'язані з еволюцією, а для родини інтерлейкіну 7/інтерлейкіну 9 існують записи Pfam, InterPro та PROSITE. Однак нещодавнє дослідження показало, що IL-9 насправді набагато ближчий до IL-2 та IL-15, ніж до IL-7. Крім того, дослідження показало непримиренні структурні відмінності між IL-7 та всіма іншими цитокінами, що передають сигнали через рецептор γc (IL-2, IL-4, IL-7, IL-9, IL-15 та IL-21).

### Інтерлейкін 10
Інтерлейкін 10 (IL-10) — це білок, який пригнічує синтез низки цитокінів, включаючи IFN-гамма, IL-2, IL-3, TNF і GM-CSF, що виробляються активованими макрофагами та хелперними Т-клітинами. За структурою IL-10 являє собою білок із приблизно 160 амінокислот, який містить чотири консервативних цистеїни, що беруть участь у дисульфідних зв'язках. IL-10 дуже схожий на білок BCRF1 вірусу герпесу людини 4 (вірус Епштейна-Барра), який пригнічує синтез гамма-інтерферону, і на білок E7 вірусу герпесу коней 2 (вірус герпесу коней 2). Він також схожий, але меншою мірою, з людським білком mda-7, який має антипроліферативні властивості в клітинах меланоми людини. Mda-7 містить лише два з чотирьох цистеїнів IL-10.

### Інтерлейкін 11
Інтерлейкін 11 (IL-11) — це секретований білок, який стимулює мегакаріоцитопоез, спочатку вважалося, що він призводить до збільшення виробництва тромбоцитів (згодом було показано, що він є надлишковим для нормального формування тромбоцитів), а також активує остеокласти, пригнічує проліферацію епітеліальних клітин і апоптоз, а також пригнічує виробництво медіаторів макрофагів. Ці функції можуть бути особливо важливими в опосередкуванні гемопоетичних, кісткових і слизових оболонок захисних ефектів інтерлейкіну 11.

### Інтерлейкін 12
Інтерлейкін 12 (IL-12) — це гетеродимер із дисульфідними зв'язками, що складається з альфа-субодиниці 35 кДа та бета-субодиниці 40 кДа. Він бере участь у стимуляції та підтримці клітинної імунної відповіді Th1, включаючи нормальний захист організму від різних внутрішньоклітинних патогенів, таких як лейшманія, токсоплазма, вірус кору та вірус імунодефіциту людини 1 (ВІЛ). IL-12 також відіграє важливу роль у посиленні цитотоксичної функції NK-клітин і роль у патологічних відповідях Th1, таких як запальні захворювання кишечника та розсіяний склероз. Пригнічення активності IL-12 при таких захворюваннях може мати терапевтичний ефект. З іншого боку, введення рекомбінантного IL-12 може мати терапевтичну користь при станах, пов'язаних з патологічною відповіддю Th2.

### Інтерлейкін 13
Інтерлейкін 13 (IL-13) є плейотропним цитокіном, який може бути важливим у регуляції запальних та імунних реакцій. Він пригнічує вироблення запальних цитокінів і синергізує з IL-2 у регуляції синтезу гамма-інтерферону. Послідовності IL-4 та IL-13 є віддалено спорідненими.

### Інтерлейкін 15
Інтерлейкін 15 (IL-15) — це цитокін, який виконує різноманітні біологічні функції, включаючи стимуляцію та підтримку клітинної імунної відповіді. IL-15 стимулює проліферацію Т-лімфоцитів, що вимагає взаємодії IL-15 з IL-15R альфа та компонентами IL-2R, включаючи IL-2R бета та IL-2R гамма (загальний гамма-ланцюг, γc), але не IL-2R альфа.

### Інтерлейкін 17
Інтерлейкін 17 (IL-17) є потужним прозапальним цитокіном, що виробляється активованими Т-клітинами пам'яті. Цей цитокін характеризується своїми прозапальними властивостями, роллю у рекрутуванні нейтрофілів і значенням у вродженому та адаптованому імунітеті. IL-17 не тільки відіграє ключову роль у запаленні багатьох аутоімунних захворювань, таких як ревматоїдний артрит, алергія, астма, псоріаз тощо, але також відіграє ключову роль у патогенезі цих захворювань. Крім того, деякі дослідження показали, що IL-17 відіграє певну роль у пухлиногенезі (початковому формуванні пухлини) і відторгненні трансплантата. Вважається, що сімейство IL-17 представляє окрему сигнальну систему, яка, здається, була висококонсервативною протягом еволюції хребетних.

## Міжнародні непатентовані назви аналогів і похідних
| Назва ендогенної форми | Суфікс МНН до лікарської форми | МНН |
| ---------------------- | ------------------------------ | --- |
| інтерлейкін-1 (IL-1)   | -накін                         | |
| інтерлейкін-1α (IL-1α) | -онакін                        | піфонакін |
| інтерлейкін-1β (IL-1β) | -бенакін                       | мобенакін |
| інтерлейкін-2 (IL-2)   | -лейкін                        | адаргілейкін альфа, альдеслейкін, целмолейкін, денілейкін дифтокс, пегальдеслейкін, тецелейкін, тукотузумаб целмолейкін |
| інтерлейкін-3 (IL-3)   | -плестим                       | даніплестим, муплестим                                                                                                  |
| інтерлейкін-4 (IL-4)   | -тракін                        | бінетракін |
| інтерлейкін-6 (IL-6)   | -ексакін                       | атексакін альфа |
| інтерлейкін-8 (IL-8)   | -октакін                       | емоктакін |
| інтерлейкін-10 (IL-10) | -декакін                       | ілодекакін |
| інтерлейкін-11 (IL-11) | -ельвекін                      | опрелвекін |
| інтерлейкін-12 (IL-12) | -додекін                       | едодекін альфа |
| інтерлейкін-13 (IL-13) | -тредекін                      | цинтредекін бесудотокс                                                                                                  |
| інтерлейкін-18 (IL-18) | -октадекін                     | ібоктадекін |